# Irské euromince

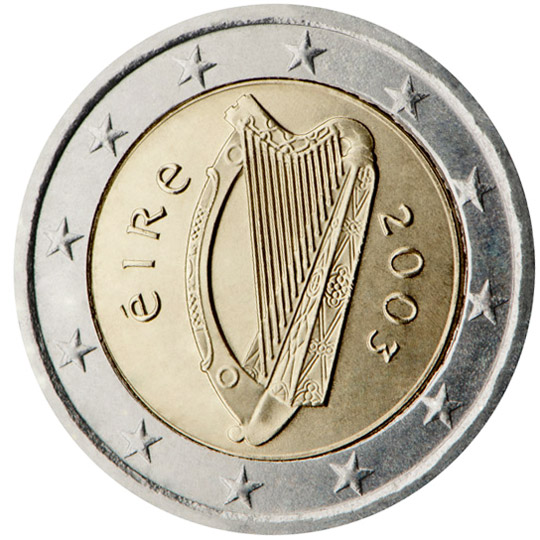
Irská 2€ mince

Irské euromince jsou v oběhu od 1. ledna 2002. Irsko je členem Evropské unie od roku 1973 a také je členem Evropské měnové unie.

## Vzhled irských euromincí
Vláda Irska se rozhodla pro jednotný motiv na mincích všech nominálních hodnot, který navrhl Jarlath Hayes. Na mincích je vyobrazena keltská harfa (tradiční symbol Irska od středověku), která se také vyskytuje na státním znaku – jedná se o harfu krále Briana Boru v současnosti uskladněnou v Trinity College v Dublinu. Stejnou harfu používá jako svou úřední pečeť i taoiseach, ministři a také prezident Irska. Na mincích je také zobrazen rok vydání mince, slovo „Éire“ (irsky Irsko) a 12 hvězd symbolizujících Evropskou unii.

## Pamětní mince

### Dvoueurové oběžné mince
Následující přehled zahrnuje 2€ pamětní mice vydané mezi roky 2004 a 2023.
- 2007 – společná série mincí států eurozóny – 50 let od podepsání Římských smluv
- 2009 – společná série mincí států eurozóny – 10 let od zavedení eura jako bezhotovostní měny
- 2012 – společná série mincí států eurozóny – 10 let od zavedení eurobankovek a euromincí
- 2015 – společná série mincí států eurozóny – 30 let vlajky Evropské unie
- 2016 – 100. výročí Velikonočního povstání
- 2019 – 100. výročí založení irského parlamentu Dáil Éireann
- 2022 – společná série mincí států eurozóny – 35 let od zahájení programu Erasmus
- 2023 – 50. výročí členství Irska v Evropské unii